# Người tiêu dùng

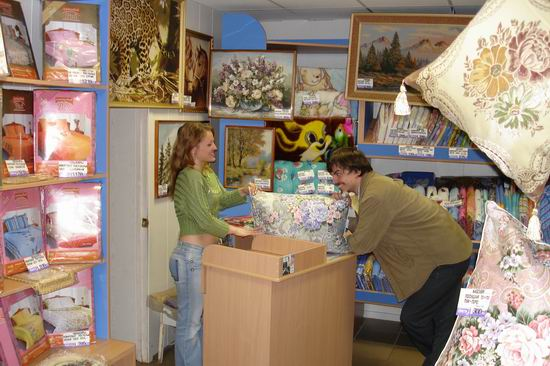

Người tiêu dùng hay người tiêu thụ là một từ nghĩa rộng dùng để chỉ các cá nhân hoặc hộ gia đình dùng sản phẩm hoặc dịch vụ sản xuất trong nền kinh tế. Khái niệm người tiêu dùng được dùng trong nhiều văn cảnh khác nhau vì thế cách dùng và tầm quan trọng của khái niệm này có thể rất đa dạng. Người tiêu dùng là người có nhu cầu, có khả năng mua sắm các sản phẩm dịch vụ trên thị trường phục vụ cho cuộc sống, người tiêu dùng có thể là cá nhân hoặc hộ gia đình.

## Quyền lợi
Pháp lệnh Bảo vệ quyền lợi người tiêu dùng năm 1999 là bước đi đầu tiên trong việc bảo vệ quyền lợi người tiêu dùng. Luật Bảo vệ quyền lợi người tiêu dùng được Quốc hội thông qua năm 2010 quy định rõ các Quyền người tiêu dùng.
Quyền của người tiêu dùng
1. Được bảo đảm an toàn tính mạng, sức khoẻ, tài sản, quyền, lợi ích hợp pháp khác khi tham gia giao dịch, sử dụng hàng hoá, dịch vụ do tổ chức, cá nhân kinh doanh hàng hoá, dịch vụ cung cấp.
2. Được cung cấp thông tin chính xác, đầy đủ về tổ chức, cá nhân kinh doanh hàng hoá, dịch vụ; nội dung giao dịch hàng hoá, dịch vụ; nguồn gốc, xuất xứ hàng hoá; được cung cấp hoá đơn, chứng từ, tài liệu liên quan đến giao dịch và thông tin cần thiết khác về hàng hoá, dịch vụ mà người tiêu dùng đã mua, sử dụng.
3. Lựa chọn hàng hoá, dịch vụ, tổ chức, cá nhân kinh doanh hàng hoá, dịch vụ theo nhu cầu, điều kiện thực tế của mình; quyết định tham gia hoặc không tham gia giao dịch và các nội dung thoả thuận khi tham gia giao dịch với tổ chức, cá nhân kinh doanh hàng hoá, dịch vụ.
4. Góp ý kiến với tổ chức, cá nhân kinh doanh hàng hoá, dịch vụ về giá cả, chất lượng hàng hoá, dịch vụ, phong cách phục vụ, phương thức giao dịch và nội dung khác liên quan đến giao dịch giữa người tiêu dùng và tổ chức, cá nhân kinh doanh hàng hoá, dịch vụ.
5. Tham gia xây dựng và thực thi chính sách, pháp luật về bảo vệ quyền lợi người tiêu dùng.
6. Yêu cầu bồi thường thiệt hại khi hàng hoá, dịch vụ không đúng tiêu chuẩn, quy chuẩn kỹ thuật, chất lượng, số lượng, tính năng, công dụng, giá cả hoặc nội dung khác mà tổ chức, cá nhân kinh doanh hàng hoá, dịch vụ đã công bố, niêm yết, quảng cáo hoặc cam kết.
7. Khiếu nại, tố cáo, khởi kiện hoặc đề nghị tổ chức xã hội khởi kiện để bảo vệ quyền lợi của mình theo quy định của Luật này và các quy định khác của pháp luật có liên quan.
8. Được tư vấn, hỗ trợ, hướng dẫn kiến thức về tiêu dùng hàng hoá, dịch vụ.
Nghĩa vụ của người tiêu dùng
1. Kiểm tra hàng hoá trước khi nhận; lựa chọn tiêu dùng hàng hoá, dịch vụ có nguồn gốc, xuất xứ rõ ràng, không làm tổn hại đến môi trường, trái với thuần phong mỹ tục và đạo đức xã hội, không gây nguy hại đến tính mạng, sức khoẻ của mình và của người khác; thực hiện chính xác, đầy đủ hướng dẫn sử dụng hàng hoá, dịch vụ.
2. Thông tin cho cơ quan nhà nước, tổ chức, cá nhân có liên quan khi phát hiện hàng hoá, dịch vụ lưu hành trên thị trường không bảo đảm an toàn, gây thiệt hại hoặc đe doạ gây thiệt hại đến tính mạng, sức khoẻ, tài sản của người tiêu dùng; hành vi của tổ chức, cá nhân kinh doanh hàng hoá, dịch vụ xâm phạm đến quyền, lợi ích hợp pháp của người tiêu dùng.